# Zróbmy sobie orgię
Zróbmy sobie orgię (ang. A Good Old Fashioned Orgy) – amerykańska komedia z 2011 roku oparta na scenariuszu i reżyserii Alexa Gregory'ego i Petera Huycka. Film wyprodukowany przez Samuel Goldwyn Films.
Premiera miała miejsce 29 kwietnia 2011 roku podczas Festiwalu Filmowego w Tribece.

## Opis fabuły
Eric (Jason Sudeikis) zgodnie z tradycją w ostatni weekend wakacji urządza huczną imprezę w domu należącym do jego rodziny. Ponieważ posiadłość ma zostać sprzedana, mężczyzna uznaje, że wraz ze znajomymi musi zakończyć ważny okres w ich życiu w odpowiedni sposób. Proponuje zorganizowanie orgii w dawnym stylu.

## Obsada
- Jason Sudeikis jako Eric Keppler[2]
- Leslie Bibb jako Kelly
- Lake Bell jako Alison Lobel
- Michelle Borth jako Sue Plummer
- Nick Kroll jako Adam Richman
- Tyler Labine jako Mike McCrudden, najlepszy przyjaciel Erica[2][3]
- Angela Sarafyan jako Willow Talbot, dziewczyna Douga[3]
- Lindsay Sloane jako Laura LaCarubba
- Martin Starr jako Doug Duquez
- Lucy Punch jako Kate
- Will Forte jako Glenn
- Lin Shaye jako Dody Henderson
- David Koechner jako Vic George
- Don Johnson jako Jerry Keppler, ojciec Erica[2]